# Il volto
Il volto (Ansiktet) è un film svedese del 1958 diretto da Ingmar Bergman.

## Il soggetto
(Nino Baragli)
Il film racconta la storia di Vogler, un illusionista capo di una carovana di girovaghi, che giunto in una città della Svezia, per dare uno spettacolo. I maggiorenti della città lo chiamano al palazzo per esaminare i suoi presunti poteri magnetici. L'arrivo della compagnia sconvolge, in varia maniera, con il fascino del mistero tutte le persone del palazzo, ma l'indomani lo spettacolo non convince gli esaminatori. Fattosi ritenere morto, ha occasione di terrorizzare il principale antagonista (lo scienziato Vergérus, medico positivista) portandolo sull'orlo dello svenimento. Ma poi, preoccupato per il vivere quotidiano, chiede elemosina e pietà. Tutti ormai gli si rivoltano contro. Ma quando alcuni suoi compagni di carovana l'hanno abbandonato e quelli del palazzo stanno cantando vittoria, i messaggeri del re vengono a prelevarlo per un grande spettacolo a corte. Così si avvia riprendendo la sua primitiva solennità.  

## Trama
In un tardo pomeriggio gravido di tempesta, nel luglio dell'anno 1846, una grossa diligenza è ferma al margine di uno stradale appena fuori di Stoccolma.
Un gruppo di girovaghi guidati dall'illusionista Vogler è diretto in città con la loro carrozza. Nella compagnia di Vogler (seguace del mesmerismo) c'è la moglie Manda, travestita da ragazzo con il nome di Aman, l'anziana nonna e Tubal, mentre alla guida della carrozza c'è il giovane Simons. Alla dogana la compagnia viene fermata e accompagnata a un palazzo per ordine della polizia. Al palazzo si trovano due amanti della magia, il console Egerman con la moglie Ottilia, e il dottor Vergerus, un medico di Stato scientista e positivista.
Vergerus inizia ad interrogare Vogler e lo accusa di curare i malati con il magnetismo utilizzando così le dubbie teorie di Mésmer. Vogler non può rispondere perché risulta essere muto, così Tubal risponde per lui. Vergerus sfida Vogler a provare su di lui i suoi poteri magici, ma nulla accade. Intanto il capo della polizia dà l'autorizzazione alla compagnia di mettere in scena uno spettacolo, a patto che venga fatta il mattino dopo una dimostrazione preliminare. Gli ospiti vengono intanto invitati a cena nella cucina con la servitù.
Il console e il medico fanno una scommessa: il vincitore sarà colui che riuscirà a dimostrare che esistono delle forze soprannaturali. Tubal nel frattempo offre a Sara e Sanna, le due giovani serve, e alla cuoca Sofia un filtro d'amore, ma Sofia, senza bisogno di alcun filtro, gli dà appuntamento mentre Sara, corteggiata da Simson, fa l'amore con lui in lavanderia. Viene intanto preparata la lanterna magica da Vogler e da sua moglie mentre Vergerus scopre Manda senza travestimento e le offre ospitalità ma senza il marito. Vogler arriva e percuote il medico.
Più tardi, mentre Vogler e sua moglie sono a letto, costui parla e confida alla moglie il suo odio verso la gente del palazzo. Il mattino dopo viene fatta la prova dello spettacolo ma viene scoperto il trucco della levitazione, in seguito però la moglie del capo della polizia riesce ad essere ipnotizzata e, sotto ipnosi, dice cose molto spiacevoli nei confronti del marito. Viene poi legato con una catena immaginaria il servo Antonsson che, al termine dell'esperimento aggredisce Vogler che cade a terra e tutti lo credono morto.
Vogler, che ha finto di essere morto, viene portato in soffitta in attesa dell'autopsia, ma si rivela alla moglie e le chiede di chiudere la porta della soffitta dopo che Vergerus sarà entrato. Così viene fatto e Vergerus, rimasto solo con il presunto cadavere, viene terrorizzato da un occhio che spunta da un calamaio. Mentre corre alla porta per uscire si accorge che è chiusa e gli cadono gli occhiali, che si frantumano. I nervi gli stanno completamente per cedere quando interviene Manda che prega il marito di non infierire oltre. Vergerus, che si accorge che il cadavere che stava per sezionare era quello del povero alcolizzato, e capisce di essere stato umiliato.
Vogler è uscito così vincitore, ma alla fine si umilia chiedendo a Vergerus del denaro per sé e per la compagnia; quest'ultimo si vanta così di aver vinto la scommessa. Vengono preparati i bagagli per partire ma Tubal decide di rimanere con Sofia, mentre Sara si aggrega a Simson e ai girovaghi. Al momento della partenza arriva la polizia, non con l'intenzione di arrestarli, ma di invitarli a tenere uno spettacolo per il re. Vogler accetta ma con atteggiamento dignitoso e altero e la comitiva si dirige allegra verso il palazzo reale.

## Analisi del film
Si trova nel film, come fa osservare Ernesto G. Laura che vede in Vergerus "l'Europa scettica e positivista del primo Ottocento", in Ottilia "la donna illusa dai miti del romanticismo" e in Starbeck "il cinico capo della polizia dei regimi assolutisti", una critica alla società borghese. Bergman risulta quindi anche un esperto antropologo, visto che riesce nell'intento di riprodurre un'interessantissima galleria di campionari umani, attentamente studiati dal suo amato primo piano.

## La critica
L'oscurità dei motivi tematici, taluni accenni a motivi religiosi, agganciati a elementi magici o metapsichici, taluni abbigliamenti, alcuni episodi collaterali di sapore pochadistico impongono nette riserve. 

## Riconoscimenti
Il film ottenne nel 1959 il premio speciale della giuria alla Mostra di Venezia per l'originalità poetica e la raffinatezza formale, il Premio Pasinetti, come migliore film straniero e il Premio Targa del Cinema Nuovo al regista del miglior film.